# Grevillea nivea
Grevillea nivea är en tvåhjärtbladig växtart som beskrevs av Olde & Marriott. Grevillea nivea ingår i släktet Grevillea och familjen Proteaceae. Inga underarter finns listade i Catalogue of Life.